# Åhus Horna BK
Åhus Horna BK, är en idrottsförening i Åhus i Kristianstads kommun i Skåne län. Föreningen bildades genom sammanslagning av Horna Fure IF och Åhus IF 1990. Föreningen är utanför den skånska myllan mest bekant för spel i division II under 1990-talet.

## Bakgrund till sammanslagning
Åhus IF bildades 1923 och tillhörde med få undantag division IV 1955/1956-1990 på herrsidan. Åren 1971 till 1981 hade föreningen även ett damlag i seriespel. Betydligt yngre Horna Fure IF bildades 1975. Laget hade ett damlag i seriesystemet sedan 1981 och herrlag sedan året innan. Herrlaget spelade fyra säsoger i division III 1987-1990. Säsongen 1990 vann laget division III Sydöstra Götaland och tog steget upp till division II. De två klubbarna slog sig då ihop för att åstadkomma en kraftsamling till division II.

## 1991-2000: Spel i division II
Den nya föreningen inledde strålande i division II och slutade trea i vårserien 1991. I det märkliga serieupplägget som rådde 1991-1992 innebar detta bara att klubben skulle spela i en nykomponerad serie till hösten. Höstsäongen blev tyngre men Åhus Horna klarade nytt kontrakt. Säsongen 1992 var klubben nära att knipa en kvalplats till division I efter höstsäsongen men IFK Trelleborg blev för svåra. Laget klarade nytt kontrakt på målskillnad 1993 men slutade sist och åkte ur säsongen därpå. Säsongen 1996 var laget nära att ta sig tillbaka efter en andraplats bakom Nybro IF i Div. III Sydöstra Götaland och en andraplats i division II-kvalet efter Veberöds AIF. Säsongen 1997 fullbordades dock återtåget efter serieseger i Div. III Sydöstra Götaland. Återkomsten till division II slutade med en mittenplacering 1998 och 1999. Säsongen 2000 var dock ingen munter tillblivelse för Åhus Horna, blott en seger på 22 omgångar och degradering till division III.

## Sedan 2001: Lägre divisioner
Åhus Horna åkte 2001 ur även division III. Laget var tillbaka i den divisionen 2004-2006, då man åkte ur efter kvalförlust på målskillnad mot Staffanstorps GIF, men har sedan dess pendlat mellan division IV och division VI. Föreningen har idag cirka 450 medlemmar 25 ungdomslag i verksamheten.

## Damer
Inledningsvis bedrev fotbollsföreningen även verksamhet för kvinnor. Damlaget slogs dock ihop med Gärds-Köpinge IF 1998 och bildade Åhus Horna/Gärds-Köpinge IF. Damlaget togs ånyo i Åhus Hornas regi till säsogen 2002 men uppgick därefter i Åhus IF.